# Яньлин (Хэнань)
Яньли́н (кит. упр. 鄢陵, пиньинь Yānlíng) — уезд городского округа Сюйчан провинции Хэнань (КНР). Название означает «Яньские холмы» и связано с находившимся здесь в древние времена уделом Янь.

## История
В начале эпохи Чжоу в этих местах был образован удел Янь (鄢国). В эпоху Вёсен и Осеней он был захвачен царством Чжэн.
При империи Западная Хань в 201 году до н. э. был создан уезд Яньлин. При империи Северная Ци в 556 году он был присоединён к уезду Сюйчан, но при империи Суй в 587 году воссоздан.
В 1949 году был создан Специальный район Сюйчан (许昌专区), и уезд вошёл в его состав. В 1969 году Специальный район Сюйчан был переименован в Округ Сюйчан (许昌地区). В 1986 году постановлением Госсовета КНР были расформированы округ Сюйчан и город Сюйчан, и образован городской округ Сюйчан.

## Административное деление
Уезд делится на 8 посёлков и 4 волости.